# Песчанский сельский совет (Харьковская область)
Песчанский сельский совет — входит в состав Красноградского района Харьковской области Украины.
Административный центр сельского совета находится в селе Песчанка.

## История
- 1920 — дата образования.

## Населённые пункты совета
- село Песчанка
- село Новоселовка
- посёлок Покровское